# Alfaroa
Alfaroa ist eine Gattung immergrüner Bäume aus der Familie Walnussgewächse (Juglandaceae). Sie kommt von Mexiko bis Kolumbien vor. Der Gattungsname ehrt den costa-ricanischen Naturforscher Anastasio Alfaro (1865–1951).

## Merkmale
Die Vertreter sind immergrüne Bäume. Die Knospen sind nackt. Die Blätter besitzen keine Nebenblätter und stehen gegenständig oder wirtelig, seltener teilweise wechselständig. Sie sind paarig gefiedert mit 4 bis 12 Fiederblättchen. Die Blattunterseite ist drüsig punktiert, der Blattrand ist bei jungen Bäumen gesägt, bei älteren ganz.
Die Pflanzen sind monözisch. Die männlichen Blüten stehen in Rispen oder Kätzchen einzeln oder zusammen mit einer zentral stehenden weiblichen Ähre. Die Blütenstände stehen endständig oder seitlich an Zweigen. Die Kätzchen sind alle vielblütig und hängend. Die Blüten haben ein breites Tragblatt, da bei beiden Geschlechtern dreilappig ist. Beide Geschlechter haben auch zwei Brakteolen und vier Kelchblätter. Die Kelchblätter sind bei männlichen Blüten oft reduziert. Die männlichen Blüten sind sitzend, haben ein rundes oder längliches Receptaculum und ein dreilappiges Vorblatt, zwei Brakteolen, ein bis vier Kelchblätter und 6 bis 10 Staubblätter. Die Antheren sind kahl. Die Pollenkörner haben rund 24 Mikrometer Durchmesser und sind in Polar-Ansicht leicht dreieckig. Die weiblichen Blüten sind ebenfalls sitzend, haben ein sehr kleines, dreilappiges Vorblatt, das nur an der Basis mit dem Fruchtknoten verwachsen ist. Das Vorblatt wächst bei Fruchtreife nicht zu einem Flügel aus, sondern verbleibt als kleine Schuppe an der Frucht. Die Kelchblätter sitzen an der Spitze des Fruchtknotens. Die Fruchtblätter stehen median. Die Narbenflächen sind kurz, fast kugelig bis hufeisenförmig und stehen an der Spitze von verlängerten Griffelästen.
Die Frucht ist eine eher große Nussfrucht mit dünner bis dicker Schale. Sie besitzt keine Flügel und keine Hülle. Die Nussschale ist dünn bis dick und von einer dünnen bis dicken Haut bedeckt, die vom Kelch gebildet wird. Bis zur Mitte ist sie in acht Fächer geteilt. Die Kotyledonen sind in der Frucht getrennt, nicht verwickelt.
Die Keimung erfolgt hypogäisch. Die ersten echten Blätter des Sämlings sind einfach oder zusammengesetzt. Der Knoten der Kotyledonen hat eine Lakune und drei Blattspuren.
Die Chromosomenzahl ist 2n = 32.

## Systematik
Alfaroa ist die Schwestergruppe zu Oreomunnea und wird innerhalb der Walnussgewächse mit dieser und Engelhardia in die Unterfamilie Engelhardioideae gestellt.
Die Gattung umfasst acht Arten, sieben nennt bereits Manning 1978, eine (Alfaroa colombiana) wurde 1981 erstbeschrieben:
- Alfaroa colombiana Lozano, Hern.Cam. & S.Espinal-T.: Sie kommt in Kolumbien vor.[3]
- Alfaroa costaricensis Standl.: Mexiko bis Panama, Typusart
- Alfaroa guanacastensis D.E. Stone: Costa Rica
- Alfaroa guatemalensis (Standl.) L.O. Williams & Ant. Molina: Guatemala
- Alfaroa hondurensis L.O. Williams: Honduras
- Alfaroa manningii J. León: Costa Rica
- Alfaroa mexicana D.E. Stone: Ost-Mexiko
- Alfaroa williamsii Ant. Molina: Nicaragua und Costa Rica

## Belege
- Wayne E. Manning: The Classification within the Juglandaceae. Annals of the Missouri Botanical Garden, Band 65, 1978, S. 1058–1087.
- Paul S. Manos, Donald E. Stone: Evolution, Phylogeny, and Systematics of the Juglandaceae. Annals of the Missouri Botanical Garden, Band 88, 2001, S. 231–269.